# Войны клонов
Во́йны кло́нов (англ. Clone Wars) — затяжной военный конфликт во вселенной «Звёздные войны» между Галактической Республикой и Конфедерацией Независимых Систем, именуемых как «Сепаратисты», искусственно созданный лидером ситхов Дартом Сидиусом (Верховным Канцлером Республики Шивом Палпатином), в конечном итоге получившим практически ничем неограниченные полномочия. Фактически, именно Войны клонов способствовали падению Республики и становлению тоталитаризма Галактической Империи в Галактике.
«Война клонов» впервые упоминается в IV эпизоде, её начало показано во II эпизоде, а окончание в III эпизоде. Основные события Войны клонов развиваются в действии сериалов «Войны клонов» (2003) и «Войны клонов» (2008), одноимённом анимационном фильме (также 2008 года), мультсериале Звёздные войны: Бракованная партия, многочисленных книгах, комиксах и видеоиграх.

## Начало
Вторжение Торговой Федерации на Набу способствовало избранию сенатора Шива Палпатина на пост верховного канцлера Галактической Республики.
Политик-оппозиционер, граф Дуку (тайный ученик Дарта Сидиуса) в короткий срок создал альянс (Конфедерация Независимых Систем) из крупных коммерческих компаний Республики. Они были недовольны новой таможенной пошлиной, принятой Сенатом. Основными членами стали Торговая федерация и Банковский клан, которые предоставили мощную финансовую базу. Создав союз, сепаратисты приступили к созданию армии дроидов, над производством которых работали десятки заводов во всех уголках галактики, также были осуществлены инвестиции в создание космического флота.
Республика была осведомлена о создании новой политической силы в Галактике, но недооценивала угрозу, которая была крайне высока. После неаккуратного исполнения задания по устранению сенатора Амидалы, джедаи выследили наёмника Джанго Фетта, след которого привёл их на Джеонозис — систему, где находились крупные заводы по производству дроидов и собрались на переговоры лидеры корпораций сепаратистов.
Благодаря Оби-Вану Кеноби Совет не только выследил Дуку, но и узнал о секретном проекте по производству армии клонов на планете Камино для нужд Республики, тайно запущенный бывшим верховным магистром джедаев Сайфо Диосом.
Магистр Мейс Винду отправился с джедаями на Джеонозис и с помощью армии клонов, приведённой магистром Йодой, нанёс крупное поражение сепаратистам.
В конечном итоге, верховному канцлеру Палпатину были даны чрезвычайные полномочия для того чтобы возглавить новую армию для борьбы с сепаратистами, вследствие чего он стал Императором. Так Галактическая республика стала Галактической империей.

## Ход событий
По сути конфликт был обманным манёвром Дарта Сидиуса. Во главе армии дроидов КНС встал генерал Гривус — а граф Дуку стал верными и хитрыми диверсиями уничтожать джедаев, которые встали во главе армии клонов.
В основном сражения происходили на Дальнем Рубеже, где бои шли с переменным успехом. На фронте наступило временное затишье. Республика продолжала освобождать миры, в то время как КНС полностью отдала инициативу противнику и начала накапливать силы для нанесения мощного контрудара. В конце концов война перешла в сектор Внутреннего Кольца. Замысел сепаратистов заключался в захвате системы Корусант — столицы Республики. Дроиды под командованием генерала Гривуса выполнили поставленную задачу, и попутно захватили канцлера Палпатина.

## Конец
Инсценировавший своё похищение Дарт Сидиус предоставил сепаратистам сильный козырь, но джедаи смогли освободить и возвратить его в столицу. После этого сражения инициатива перешла в руки Республики, а руководство сепаратистов послушно исполняло волю своего повелителя.
В ходе битвы при Корусанте Великая Армия Республики перешла в наступление и развила успех, разгромив войска КНС на нескольких участках фронта. Ордену стало известно о том, что канцлер Палпатин и владыка Сидиус — одно и то же лицо. Но тому удалось переманить на тёмную сторону Энакина Скайуокера. После этого был отдан Приказ 66, предписывавший уничтожение всех джедаев. Глубокий политический кризис, военные условия и преданность клонов помогли Палпатину реорганизовать Республику в Империю. Джедаи были объявлены вне закона, а руководство сепаратистов было уничтожено лично Дартом Вейдером на планете Мустафар. После этого армия дроидов была отключена, и война де-факто закончилась.
Де-юре война не завершилась, поскольку мирный договор подписан не был — его просто некому было подписать.

## Произведения, в которых разворачиваются действия Войны клонов
Фильмы
- Звёздные войны. Эпизод II: Атака клонов (Первое появление) (2002)
- Звёздные войны. Эпизод III: Месть ситхов (2005)
- Изгой-один. Звёздные войны: Истории (Только упоминание) (2016)
- Звёздные войны. Эпизод IV: Новая надежда (Только упоминание) (1977)
- Звёздные войны. Эпизод: VIII: Последние джедаи (Только упоминание) (2017)

Мультфильмы
- Звёздные войны: Войны клонов (мультсериал, 2003)
- Звёздные войны: Войны клонов (мультфильм, 2008)
- Звёздные войны: Войны клонов (мультсериал, 2008)
- Звёздные войны: Бракованная партия (2021–)
- Звёздные войны: Повстанцы (Только упоминание) (2014–2018)

Компьютерные игры
- Star Wars: Galactic Battlegrounds, аддон Clone Campaigns
- Star Wars: The Clone Wars – Republic Heroes
- Star Wars: Battlefront
- Star Wars: Battlefront II
- Star Wars: Republic Commando
- Star Wars: Empire at War: Forces of Corruption, мод «Republic at War»